# توماس نيل (لاعب كرة قاعدة)
توماس نيل (بالإنجليزية: Thomas Neal)‏ هو لاعب كرة قاعدة أمريكي، ولد في 17 أغسطس 1987 في إنغليووود في الولايات المتحدة.

## وصلات خارجية
- توماس نيل على موقع دوري كرة القاعدة الرئيسي (الإنجليزية)
- توماس نيل على موقعبيزبول رفرنس.كوم (الدوري الرئيسي) (الإنجليزية)
- توماس نيل على موقعبيزبول رفرنس.كوم (الدوري الثانوي) (الإنجليزية)
- توماس نيل على موقع إي إس بي إن.كوم (أم.أل.بي) (الإنجليزية)
- توماس نيل على موقع مشجعي الرسوم البيانية (الإنجليزية)